# Bradysia procera
Bradysia procera är en tvåvingeart som först beskrevs av Johannes Winnertz 1868.  Bradysia procera ingår i släktet Bradysia och familjen sorgmyggor.
Artens utbredningsområde är Ukraina. Inga underarter finns listade i Catalogue of Life.